# Antoni Dołęga Czerwiński
Antoni Dołęga Czerwiński ,también llamado Antônio Rebendoleng Szervinsk, fue un notable general polaco cuya influencia marcó una huella perdurable en Brasil. Según relatos de Jan Magalinski,  probablemente fue el primer inmigrante de origen polaco y antiguo miembro del ejército napoleónico en establecerse en la región de Goiás . Durante finales del siglo XVIII y principios del XIX, Durante la etapa caracterizada por el declive del Imperio napoleónico y antes de las revueltas de 1830, decidió dejar su país de origen y buscar asilo en Brasil.Se estableció en la entonces Provincia de Goyaz, hoy conocida como Goiás, específicamente en la microrregión Chapada dos Veadeiros, situada en el noreste de Goiás, cerca dell Distrito Federal . La memoria de este personaje histórico se conserva entre sus descendientes bajo el nombre brasileño de Antônio Rebendoleng Szervinsk, adaptación de su nombre original polaco.  En la tradición oral de la familia, se le describe como alguien que, forzado a dejar su tierra natal y vivir en el exilio, fundó un linaje importante en Brasil. Demostró su añoranza por su patria nombrando su propiedad, recibida por carta de sesmaria de manos del emperador Pedro II en 1840, como "Fazenda Polonia". 

## Contexto histórico
Este destacado europeo es fruto de la emigración polaca en una época en la que su país enfrentaba la falta de un Estado en el mapa geopolítico de Europa. Según Wojciech Breowicz, uno de los primeros autores que se refirió a este inmigrante, hay evidencias de que, tras la caída del Levantamiento de Noviembre en Polonia, hubo un aumento de la emigración política hacia Brasil. Entre 1820 y 1830, el general Antoni Dołęga-Czerwiński arribó a Brasil. Se incorporó a la guardia imperial de Pedro II, dedicándose con esmero al bienestar de su nueva patria. En agradecimiento por sus aportes a Brasil, se le otorgaron altos honores y una extensa parcela de tierra en el estado de Goiás, a la que denominó Polonia. Czerwiński fundó una finca agrícola y ganadera, dedicándose tanto al cultivo de la tierra como a actividades benéficas para las comunidades indígenas locales. Falleció rodeado del respeto universal de los habitantes. Los descendientes de Czerwiński formaron una extensa familia, y aunque los bisnietos ya no hablan polaco, se enorgullecen de pronunciar su apellido con respeto. 
La relevancia histórica del personaje queda clara en las notas de Antoni Olcha, quien redactó el prefacio del libro "Moje życie w Brazylii" (Mi vida en Brasil) de Władysław Wójcik, publicado en 1961. En el prefacio, al tratar el tema de la emigración, Olcha hace breves comentarios sobre su antepasado: "Los primeros emigrantes polacos buscaron refugio en Brasil principalmente para escapar de las persecuciones de Prusia y de lo Imperio ruso. Poco después de las Guerras Napoleónicas, el soldado de las legiones de Dąbrowski, que participó en la guerra de España, el general Antoni Dołęga-Czerwiński, se estableció en el estado de Goiás." El extracto describe tanto el nombre como el origen del personaje histórico, señala el motivo de su expatriación y su búsqueda de refugio en territorio brasileño. Además, indica que se trataba de un militar de alto rango, un general que combatió extensamente en las Guerras Napoleónicas y también ocupó un puesto destacado en el ejército de Jan Henryk Dąbrowski, un general venerado como héroe polaco por sus esfuerzos en la lucha por la independencia de laMancomunidad polaco-lituana . Se cree que emigró junto con otros tres hermanos Dołęga-Czerwiński, quienes también eran legionarios.  Como señala la autora Anna Dvorak, en el territorio de su finca Polonia "fomentó la agricultura y realizó obras caritativas entre la población local. Falleció siendo objeto de un respeto generalizado.” 